# Мала Ведмежка
Мала́ Ведмежка — село в Україні, у Маневицькій селищній громаді Камінь-Каширського району Волинської області. Населення становить 131 особа.

## Історія
У 1906 році село Ведмезької волості Луцького повіту Волинської губернії. Відстань від повітового міста 75 верст, від волості 1. Дворів 32, мешканців 262.
19 липня 2020 року, в результаті адміністративно-територіальної реформи та ліквідації  Маневицького району, село увійшло до складу новоутвореного Камінь-Каширського району.

## Населення
Згідно з переписом УРСР 1989 року чисельність наявного населення села становила 195 осіб, з яких 81 чоловік та 114 жінок.
За переписом населення України 2001 року в селі мешкало 156 осіб.

### Мова
Розподіл населення за рідною мовою за даними перепису 2001 року:
| Мова       | Відсоток |
| ---------- | -------- |
| українська | 98,72 %  |
| російська  | 1,28 %   |